# Нова Олексіївка
Нова́ Олексі́ївка — село Татарбунарської міської громади, у Білгород-Дністровському районі Одеської області Україні. Населення становить 80 осіб.

## Населення
Згідно з переписом УРСР 1989 року чисельність наявного населення села становила 104 особи, з яких 52 чоловіки та 52 жінки.
За переписом населення України 2001 року в селі мешкало 80 осіб.

### Мова
Розподіл населення за рідною мовою за даними перепису 2001 року:
| Мова       | Відсоток |
| ---------- | -------- |
| болгарська | 81,25 %  |
| українська | 12,50 %  |
| російська  | 3,75 %   |
| молдовська | 1,25 %   |
| інші       | 1,25 %   |